# Kassina schioetzi
Kassina schioetzi är en groddjursart som beskrevs av Rödel, Grafe, Rudolf och Ernst 2002. Kassina schioetzi ingår i släktet Kassina och familjen gräsgrodor. IUCN kategoriserar arten globalt som livskraftig. Inga underarter finns listade i Catalogue of Life.